# Arianne Caoili
Arianne Caoili (ur. 22 grudnia 1986 w Manili, zm. 30 marca 2020 w Erywaniu) – filipińska szachistka, reprezentantka Australii od 2004, mistrzyni międzynarodowa od 2001 roku.

## Kariera szachowa
W szachy grała od 6. roku życia. W latach 1996–2001 wielokrotnie uczestniczyła w turniejach o mistrzostwo świata juniorek w różnych grupach wiekowych. W 1998 r. zdobyła w Paryżu tytuł mistrzyni świata juniorek do 12 lat w szachach szybkich. W 2000 r. zwyciężyła w mistrzostwach Azji juniorek do 16 lat oraz w indywidualnych mistrzostwach Filipin kobiet. W tym samym roku zadebiutowała w narodowej drużynie (na I szachownicy) na szachowej olimpiadzie w Stambule. W turniejach olimpijskich barw Filipin broniła jeszcze w 2002 r., natomiast w latach 2004, 2006, 2008, 2010 i 2012 startowała w reprezentacji Australii.
Do innych międzynarodowych sukcesów Arianne Caoili należą m.in. III m. w turnieju Australian Masters w Melbourne (2002, za Guyem Westem i Michaiłem Gluzmanem), I m. w Gold Coast (2009, turniej strefowy) oraz I m. w Londynie (2009, turniej London Chess Classic).
Najwyższy ranking w karierze osiągnęła 1 października 2002 r., z wynikiem 2309 punktów zajmowała wówczas 1. miejsce wśród filipińskich szachistek.

## Inne
Do innych zainteresowań Arianne Caoili należał taniec. W 2006 r. zajęła II m. w australijskim programie Dancing with the Stars (odpowiednik polskiego programu Taniec z gwiazdami). Była już wówczas znana z powodu incydentu, do którego doszło podczas tanecznej zabawy w trakcie olimpiady w Turynie, na której angielski arcymistrz Daniel Gormally w odruchu zazdrości uderzył czołowego szachistę świata Lewona Aroniana. Arianne Caoili wzięła ślub z Aronianem we wrześniu 2017.

## Śmierć
30 marca 2020 zmarła tragicznie w wypadku samochodowym w Erywaniu. Wstępne raporty sugerowały, że jej stan, choć poważny, ustabilizował się, ale w poniedziałek jej mąż Lewon Aronian poinformował, że jego żona Arianne Caoili nie żyje.